# 高野洸
高野 洸（たかの あきら、1997年7月22日 - ）は、日本の俳優、アーティスト（エンターテイナー、歌手、ダンサー）。福岡県久留米市出身。

## 来歴
2009年、オーディションで選ばれ、NHK「天才てれびくんMAX」内のユニットDream5のメンバーに選ばれる。
2014年、妖怪ウォッチ「ようかい体操第一」エンディングを歌唱。日本レコード大賞・NHK紅白歌合戦に出演。
2016年、Dream5としての活動を終了。その後は、ミュージカル「ROCK MUSICAL BLEACH」、ミュージカル「刀剣乱舞」、舞台「ヒプノシスマイク」、舞台「キングダム」に出演するなど、俳優として活躍している。
2019年、ソロCD「LOVE STORY」をリリースしてアーティストデビュー。その後も、定期的にシングル・アルバムをリリースしている。
2025年、くるめふるさと大使に就任した。

## 人物
- 特技：ダンス、ゲーム
- 小学校時代から「太鼓の達人」をプレイし、TBS『再現できたら100万円!THE神業チャレンジ』では、目隠しで演奏曲のフルコンボ[注 1]を目指す「目隠し太鼓の達人」で、1曲目にYOASOBI「群青」むずかしいレベル、2曲目に「夜に駆ける」おにレベルでフルコンボを達成し、賞金100万円を獲得した。
- 2025年2月27日の『プレバト‼』の消しゴムハンコ査定で1位を獲得した上に一発で特待生に昇格した。

## 出演

### テレビ
- 天才てれびくんMAX（2009年、NHK教育）
- 第56回日本レコード大賞（2014年12月30日、TBSテレビ）
- おはスタ（2015年 - 2016年・2022年4月・9月・2023年2月10日、テレビ東京）
- オガッタ!?（2017年10月14日 - 2022年6月25日、仙台放送）
- NHK WORLD-JAPAN presents「SONGS OF TOKYO」（2018年、NHK） - ミュージカル「刀剣乱舞」 膝丸 役
- CDTVスペシャル！年越しプレミアムライブ 2018→2019（2019年1月1日、 TBSテレビ） - ミュージカル「刀剣乱舞」膝丸 役
- MUSIC FAIR（2019年1月・9月、フジテレビ） - ミュージカル「刀剣乱舞」膝丸 役、「Disney 声の王子様 Voice Stars Dream Selection II」ボイスキャスト
- 台場！！超次元音樂祭 ～Ｚ世代的明星ー大集合SP～（2019年、フジテレビ） - ヒプノシスマイク-Division Rap Battle-」Rule the Stage」山田一郎 役
- ポケモンの家あつまる？（2019年9月・2020年12月、テレビ東京）
- 日本博特別公演「日本の音と声と舞」（2020年6月、NHK） - ミュージカル「刀剣乱舞」 膝丸 役
- 再現できたら100万円！！ THE神業チャレンジ（2022年3月・7月・10月・2023年1月・4月、TBSテレビ） - 神業テクニック「目隠し太鼓の達人」
- 逃走中～上陸!猛獣の島～（2022年8月、フジテレビ）
- 高野洸 スペシャル（2022年11月16日、スペースシャワーTV PLUS）
- 高野洸 MUSIC VIDEO SPECIAL（2022年11月22日、スペースシャワーTV）
- バゲット（2022年12月19日、日本テレビ）
- ナゼそこ？「幻の秘境溫泉」を大捜索＆激安(秘)秘境食堂を大発見（2023年6月1日・6月29日、テレビ東京）
- ウィンウィン（2022年６月17日、OTV沖縄テレビ）コメント出演
- eGG（2023年6月、日本テレビ）
- ももち浜ストア（2023年7月11日・10月26日、TNCテレビ西日本）
- バリはやッ！ZIP！（2023年7月31日・10月26日、FBS 福岡放送）
- フクチッチ（３１）視覚障害　前編＆フクチッチ（３２）視覚障害　後編　（2023年9月25日・10月2日、NHKハートネットＴＶ）
- あらあらかしこ（2023年10月28日、仙台放送）
- 土曜はカラフル！！！（2023年12月2日、TOKYO MX!）
- ありえへん∞世界（2023年12月12日、テレビ東京）
- THE神業チャレンジ　2時間SP（2023年12月19日、TBS）

#### NHK紅白歌合戦出場歴
- 第65回NHK紅白歌合戦（2014年） - Dream5-妖怪ウォッチのエンディングテーマ「ようかい体操第一」
- 第69回NHK紅白歌合戦（2018年） - ミュージカル「刀剣乱舞」 膝丸 役

### ドラマ
- タンブリング- 第9話（2010年、TBSテレビ） - 矢代孝一（少年期） 役
- 釣りバカ日誌～新入社員 浜崎伝助～ 第6話（2015年、テレビ東京） - 洸 役
- わたし、定時で帰ります。（2019年4月16日、TBSテレビ） ‐ 田槻翔平 役
- サクセス荘（2019年7月12日 - 9月27日、テレビ東京） - ノブ 役
- 寝ないの？小山内三兄弟（2019年10月15日 - 12月24日、日本テレビ） - もっちゃん 役
- 八王子ゾンビーズ（2020年1月11日 - 2月29日、TOKYO MX） - 翼 役
- KING OF DANCE（2020年4月12日 - 5月17日、読売テレビ） - 主演・高山空 役[4][5]
- おじさんはカワイイものがお好き。（2020年8月13日、読売テレビ） - 小路三貴（少年期）役
- 美しい彼（シーズン1：2021年11月12日 - 12月24日・シーズン2：2023年2月8日 - 3月1日、MBSテレビ） - 小山和希 役[6]
- デキないふたり（2022年1月3日、テレビ朝日） - 紺野賢太 役[7]
- 明日、私は誰かのカノジョ（2022年4月13日 - 6月29日、MBSテレビ・TBSテレビ） - 楓 役[8]
- 推しが上司になりまして（2023年10月5日 - 12月21日、テレビ東京） - 桜木和樹 役[9]
- ある日、下北沢で（2024年3月17日、TOKYO MX）[10]
- くるり〜誰が私と恋をした?〜（2024年4月9日 - 6月18日、TBSテレビ） - 早瀬類 役[11]
- ゴーストヤンキー（2024年4月19日 - 5月17日、MBSテレビ） - 林田狼牙 役[12]
- 君とゆきて咲く〜新選組青春録〜（2024年4月25日 - 9月12日、テレビ朝日） - 近藤勇 役[13]
- 過保護な若旦那様の甘やかし婚（2024年5月24日 - 6月28日、毎日放送） - 染谷雪斗 役[14]
- 顔に泥を塗る（2024年7月13日 - 9月21日、テレビ朝日） - 鬼武柊真 役[15]
- オクトー 〜感情捜査官 心野朱梨〜 Season2（2024年10月3日 - 12月12日、読売テレビ・日本テレビ系） - 滝沢晴馬 役[16]
- 放課後カルテ（2024年10月12日 - 12月21日、日本テレビ） - 沢拓海 役[17]

### 配信ドラマ
- 放課後カルテ TVerオリジナルストーリー 第6.5話・第7.5話（2024年11月16日・23日配信予定、TVer） - 沢拓海 役[18]
- ラブリーアンサンブル（2025年2月15日・3月22日、Hulu） - 梶原 役[19]
- おもちゃであそ部（2025年3月26日 - 、YouTube 他） - 主演・真面芽隆 役[20]

### 映画
- 仮面ライダー平成ジェネレーションズ Dr.パックマン対エグゼイド&ゴーストwithレジェンドライダー（2016年12月） - 清宮東吾 役
- 八王子ゾンビーズ（2020年7月） -翼 役
- 映画演劇サクセス荘 -侵略者Sと西荻窪の奇跡-[21]（2021年12月） ‐ ノブ 役
- 劇場版 美しい彼〜eternal〜（カルチュア・パブリッシャーズ）（2023年4月） - 小山和希 役[22]
- ゲネプロ★7（ギャガ）（2023年4月） - 黒江雅道 役[23]
- 探偵マリコの生涯で一番悲惨な日-（東映ビデオ）（2023年6月） - 星矢 役[24][25]
- トラウマ。〜日常に潜む恐怖をあなたに〜 第1編「欲望と現実の理解の相違」（松竹OSD事業室）（2024年9月） - コンビニ店員 役[26]

### 劇場アニメ
- 映画 おでかけ子ザメ とかいのおともだち（角川ANIMATION）（2025年8月22日公開予定） - バーテンダーさん 役[27]

### CM
- イトーヨーカドーCM/広告（2011年）
- 伊藤園「ミネラルむぎ茶」（2015年 - 2016年）
- SEGA「ぷよぷよ™テトリス®︎２」[28][29]（2020年）
- KOSE  ESPRIQE[30]（2023年）
- SUNTORY三得利 ビアボール[31]（2023年）

### 舞台
2016年
- 舞台「フライングパイレーツ〜ネバーランド漂流記〜featuring GUY'S舞台」 - ピーターパン 役（2016年3月26日～3月27日）
- 舞台「読モの掟!2016」- 拡樹 役（2016年5月4日～5月8日）
- ミュージカル「ROCK MUSICAL BLEACH 〜もうひとつの地上〜」 - 主演 黒崎一護 役（東京：2016年7月28日 - 8月7日、京都：2016年8月24日 - 8月28日）
- Live Performance Stage「チア男子!!」 - 徳川翔 役（2016年12月9日 - 12月18日）

2017年
- ミュージカル「スタミュ」- 虎石和泉 役（2017年4月1日 - 9日、4月15日 - 16日）
- 舞台「あたっくNO.1」- 二本柳肇 一等兵曹 役（2017年6月2日 - 6月11日）
- ミュージカル「刀剣乱舞」 つはものどもがゆめのあと- 膝丸 役（2017年11月4日 - 11月19日・2018年1月6日 - 1月30日）

2018年
- ミュージカル「Dance with Devils〜Fermata（フェルマータ）〜」 - 立華リンド 役（2018年3月15日 - 3月25日）
- 劇団アニメ座ハイブリッド -「舞台俳優は伊達じゃない!」--日替わりゲスト（2018年4月）
- ミュージカル「スタミュ」スピンオフ team柊 単独レビュー公演『Caribbean Groove』- 虎石和泉 役（2018年4月27日 - 28日）
- ミュージカル「スタミュ」-2ndシーズン-- 虎石和泉 役（2018年7月4日 - 7月11日、2018年7月20日 - 7月22日）
- 舞台「八王子ゾンビーズ」- 翼 役（2018年8月5日 - 8月19日）

2019年
- 朗読劇「僕らは人生で一回だけ魔法が使える」- 主演 アキト 役（2019年2月28日 - 3月2日）

- ミュージカル「スタミュ」team柊単独公演『Caribbean Groove」- 虎石和泉 役（2019年5月30日 - 6月2日）

- ミュージカル「刀剣乱舞」-『髭切膝丸 双騎出陣2019 」-主演 膝丸 役（2019年7月4日 - 7月14日）

- 舞台「ヒプノシスマイク-Division Rap Battle-」Rule the Stage -track.1 -主演 山田一郎 役（2019年11月15日 - 12月1日）

- 朗読劇「僕らは人生で一回だけ魔法が使える」（再演）- 主演 アキト 役（2019年12月10日 - 12月15日）

2020年
- 舞台「 天才てれびくん the STAGE～てれび戦士REBORN～」-党首 役（2020年1月23日 - 1月26日、2月1日 - 2月2日）

- 舞台「KING OF DANCE」 - 主演・高山空 役（2020年7月16日 - 7月19日、7月23日 - 8月2日、8月8日・9日）

- ミュージカル刀剣乱舞「髭切膝丸 双騎出陣2020」- 膝丸 役（2020年8月29日 - 10月11日）

2021年
- 舞台「ヒプノシスマイク-Division Rap Battle-」Rule the Stage  -track.4 -主演 山田一郎 役（2021年2月5日 - 2月19日、2月25日 - 2月28日、3月5日 - 3月7日）

- 舞台「タンブリング」-主演 野村朔太郎  役（2021年6月11日 - 6月13日、6月17日 - 6月24日）

- マーダーミステリーシアター「演技の代償」Replay（配信）-暁零士 役（2021年7月18日）

- 舞台「ヒプノシスマイク-Division Rap Battle-」Rule the Stage -Battle of Pride--山田一郎 役（2021年8月14日 - 15日、8月24日 - 25日）

- マーダーミステリーシアター「裏切りの晩餐」（配信） - 近藤篤志 役（2021年12月14日）

2022年
- 朗読劇「いつもポケットにショパン」～2nd lesson～（2022年1月13日）

- 舞台「ヒプノシスマイク-Division Rap Battle-」Rule the Stage  -track.5-主演 山田一郎 役（2022年1月7日 - 9日、1月27日 - 2月6日）

- 舞台「ヒプノシスマイク-Division Rap Battle-」Rule the Stage -どついたれ本舗 VS Buster Bros!!! - 山田一郎 役（2022年9月23日 - 10月2日、10月5日 - 10月10日）

- クリスマス☆リーディングステージ「クリスマス・イブのおはなし」(2022年12月25日）

2023年
- 舞台「キングダム」（帝国劇場） - 主演・信 役（2023年2月 - 5月）

- 舞台「ヒプノシスマイク-Division Rap Battle-」Rule the Stage -Rep LIVE- side B.B-主演 山田一郎 役（2023年6月30日、7月7日 - 8日、7月13日 - 15日）
- BREAK FREE STARS（10月23日 - 11月5日）

2024年
- あくたーず☆りーぐ さんにんのおうさまのおはなし - しつじ 役（2024年11月3日）

2025年
- ミュージカル「刀剣乱舞」目出度歌誉花舞 十周年祝賀祭（2025年7月29日、東京ドーム） - 膝丸 役
- 舞台「WAR BRIDE -アメリカと日本の架け橋 桂子・ハーン-」（2025年8月5日 - 9月14日）

### イベント・その他舞台
2017年
- もっと歴史を深く知りたくなるシリーズ「歴タメLive ～歴史好きのエンターテイナー大集合！～」第2弾（2021年7月27日 - 7月29日）

- ミュージカル「刀剣乱舞」～真剣乱舞祭2017～- 膝丸 役（2017年12月8日 - 24日）

- Stage Fes 2017-2018-ミュージカル「Dance with Devils〜Fermata（フェルマータ）〜」- 立華リンド 役（2017年12月31日）

2018年
- オガステ!?～オガメンと愉快なオガ民たち～（2018年1月9日、全2公演）

- オガステ!?2～オガりはつらいよ　フーテンのオガルゼウス～（2018年5月12日、全3公演）

- 高野洸 FAN MEETING 2018（2018年8月26日）

- もっと歴史を深く知りたくなるシリーズ「歴タメLive ～歴史好きのエンターテイナー大集合！～」第3弾（2018年9月8日 - 9日）

- 日本ユニシスPresents ミュージカル「刀剣乱舞」×読売ジャイアンツ コラボナイター -ミュージカル「刀剣乱舞」- 膝丸 役（2018年9月11日、東京ドーム）

- オガステ!?3～うぇいうぇいうぇいからきょんばんうぃ～ゆ～（2018年10月5日 - 6日、全4公演）

- ミュージカル「刀剣乱舞」〜真剣乱舞祭2018〜- 膝丸 役（2018年11月24日 - 12月16日）

2019年
- 「日本劇作家大会2019大分大会」スペシャルリーディング『痕跡（あとあと）』（2019年1月26日）

- オガステ!?4～タイ マラソン 大阪 オガソン♪ やることいっぱいで どうしよ平八郎の乱～（2019年2月10日 - 11日、全3公演）

- 高野洸 FAN MEETING 2019（2019年5月2日）

- オガステ!?5～OGA ROCK FESTIVAL`19(2019年8月17日-18日全3公演)

2020年
- オガステ!?6～オ賀正！ゆくオガ くるオガ(2020年1月4日-5日、全3公演)

- オガステ!?7～OGA ROCK FESTIVAL2020(2020年9月20-22日、全5公演)

- 刀剣乱舞-大演練※公演中止.配信（2020年8月11日）

2021年
- ミュージカル「刀剣乱舞」-壽 乱舞音曲祭- 膝丸 役※1月9日～17日の公演に出演

- 舞台「ヒプノシスマイク-Division Rap Battle-」Rule the Stage－《Championship Tournament》－(配信)（2021年2月）

- オガステ!?8～OGA POP FES.2021(2021年6月26-27日、全3公演)

- ACTORS☆LEAGUE 2021※Baseball Game（2021年7月20日、東京ドーム）

2022年
- 高野洸 FAN MEETING 2022～on the stage～(脚本:高野洸)（2022年2月23日 - 27日）

- オガステ!?9～KING OF OGATTA～NO.1 オガメン決定戦～(2022年3月4日、全5公演)

- ACTORS☆LEAGUE in Games 2022 (Producer:高野洸)（2022年5月2日、幕張イベントホール）

- 演劇ドラフトグランプリ (チーム『超MIX』座長:高野洸)（2022年6月14日、日本武道館）

- 舞台「ヒプノシスマイク-Division Rap Battle-」Rule the Stage-《Rep LIVE side M.T.C》＜日替わりゲスト＞-山田一郎 役（2022年8月7日）

- ACTORS☆LEAGUE in Baseball 2022（2022年8月22日、東京ドーム）

- ACTORS☆LEAGUE in Basketball 2022)（2022年10月11日、東京体育館）

- オガステ!?10～ファイナルSTAGE(2022年11月25日～27日)

2023年
- ACTORS☆LEAGUE in Games 2023(Producer:高野洸)（2023年6月19日、日本武道館）

- ACTORS☆LEAGUE in Baseball 2023（2023年7月3日、東京ドーム）

- ミュージカル「刀剣乱舞」- ㊇ 乱舞野外祭（すえひろがり らんぶやがいまつり）-膝丸 役（2023年9月22日、富士急ハイランド・コニファーフォレスト）

- あくたーず☆りーぐ アートフェスタ in よみうりランド「フラワーパークでらんらんRUN」（2023年11月19日、らんらんホール）- ゲストアーティスト
- 演劇ドラフトグランプリ 2023（2023年12月5日、日本武道館） - 劇団「びゅー」座長:高野洸 

2025年
- ACTORS☆LEAGUE in Games 2025(Producer:高野洸)（2025年6月10日、東京ガーデンシアター）
- Dream5 15th Limited Event 2025（2025年11月16日〈予定〉、NEW PIER HALL）

### ゲーム
- Line Quick Game「koToro」－ 和希

### モデル
- 「Pichilemon」（學研PRESS）（2013年）

- 「GOSTAR DE FUGA」（2017年）

### アニメーション
- 「たまごっち! ゆめキラドリーム」- 洸（2012年）
- 「彼時彼女」（KBC電視） - トモノリ [69]（2018年）
- 「妖怪学校の先生はじめました!」（TOKYO MXほか） - 入道連助（2024年）[70]

### 雑誌
- 雑誌JUNON連載「高野洸のタカノゾミ」（2018年 - ）

### 書籍
- 高野洸ファースト写真集「洸」（主婦と生活社）[71]（2018年3月 ）

- 高野洸写真集「唯今」（主婦と生活社）（2019年3月 ）

- 「TAKANO AKIRA 1st Live Tour "ENTER" Official Photobook」[72]（2022年1月）

- 「高野洸 2nd Live Tour "AT CITY" Official Photobook」[73]（2022年9月）

- 高野洸3rd photobook「sin」（主婦と生活社）（2024年10月発売予定）[74]

### 美術
- 高野洸 "初" の「高野洸 DIGITAL ART」：「Technology」、「Near the universe」[75]（2022年7月 ）

## 作品

### シングル
| 枚  | 発売日         | タイトル      | 収録曲 | 規格品番                                                            | オリコン |
| --- | -------------- | ------------- | --- | ------------------------------------------------------------------- | -------- |
| 1st | 2019年1月30日  | LOVE STORY    | 1.Can't Keep it Cool(music video) 2.Our Happiness(music video) 3.You've Broken My Heart(music video)                                                              | - AVCD-94262 - AVCD-94260 - AVCD-94261 - ANCD-44649                 | 6位      |
| 2nd | 2019年12月25日 | OUR STORY     | 1.TOO GOOD(music video) 2.It's my bad(music video) 3.Life is once                                                                                                 | - AVCD-94578A - AVCD-94576A - AVCD-94576A - AVCD94577A - ANCD-49679 | 5位      |
| 3rd | 2020年3月4日   | YOUR STORY    | 1.Untouchable love(music video) 2.WARNING(music video) 3.AIRPLANE                                                                                                 | - AVCD-94780A - AVCD-94778A - AVCD94779A - ANCD-51565               | 7位      |
| 4th | 2020年11月11日 | CTUISMALBWCNP | 1.In the shade(music video)-作詞、振付:高野洸 2.Shining warm(music vided-DVD限定)-作詞:高野洸 3.MY CREATURE                                                       | - AVCD-94935A - AVCD-94933A - AVCD-94934A                           | 5位      |
| 5th | 2021年8月18日  | Vacances      | 1.サマービーツ(music video)(2021年4月26日、音楽配信)-作詞:高野洸 2.tiny lady(music video)-作詞:高野洸 3.Memory of Sunset(music video)-作詞:高野洸.Tomoya Kinoshit | - AVCD-61095/B - AVCD-61096/B - AVCD-61097                          | 7位      |
| 6th | 2022年3月2日   | ASAP          | 1.ASAP(music video)-作詞:高野洸.Oliver Fernstrom・Jonathan Bratthall-Tideman・Adam Moss 2.Precious 3.Embrace                                                      | - AVCD-61180/B - AVCD-61181/B - AVCD-61182                          | 6位      |
| 7th | 2023年6月14日  | zOne          | 1.zOne(music video)-作詞:高野洸 2.Stay with me 3.Vibe like lover                                                                                                  | - AVCD-61315/B - AVCD-61316/B - AVCD-61317                          | 6位      |
| 8th | 2024年1月30日  | ex-Doll       | 1.ex-Doll 2.Paradise 3.チクタクタ | - AVCD-61387/B - AVCD-61388/B - AVCD-61389                          | 3位      |
| 9th | 2024年6月12日  | 君という奇跡  | 1.君という奇跡 2.UFO 3.Wonderful World | - AVCD-61438/B - AVCD-61439/B - AVCD-61440                          | TBA      |

### アルバム
|     | 発売日        | タイトル | 収録曲 | 規格品番                                                        | オリコン | Billboard Japan Hot Albums |
| --- | ------------- | -------- | --- | --------------------------------------------------------------- | -------- | -------------------------- |
| 1st | 2021年3月24日 | ENTER    | 1.Can’t Keep it Cool 2.TOO GOOD 3.Untouchable love 4.In the shade 5.Shining warm 6.モノクロページ(music video、作詞:高野洸) 7.Always on your side 8.Love To You 9.BURNING UP(music video、BD限定) 10.Way-Oh!! 11.COLOR CLAPS 12.New Direction(music video) 13.Poppin’ Groovin’ | - AVZD-96657/B～C - AVZD-96658/B～C - AVCD-96659/B - AVCD-96660 | 23位     | 22位                       |
| 2nd | 2022年6月8日  | 2LDK     | 1.Another Brain(music video)振付:高野洸 2.tiny lady 3.ツイてる(music video) 4.Precious 5.slow game life feat.Bimi(作詞曲:高野洸.Bimi) 6.Memory of Sunset 7.鶴(作詞:高野洸) 8.Embrace 9.SECRET 10.Pull the Trigger 11.サマービーツ 12.ASAP                                      | - AVCD-96968/B～C - AVCD-96969/B～C - AVCD-96970/B - AVCD-96971 | 10位     | 9位                        |

### LIVEツアー
| 日程                                         | タイトル                                           | 種別   | 会場・備考 |
| -------------------------------------------- | -------------------------------------------------- | ------ | --- |
| 2021年4月25日-9月19日                        | 高野洸 1st Live Tour 『ENTER』                     | ツアー | 6会場12公演 - 4/25 仙台銀行ホール イズミティ21（仙台市泉文化創造センター）大ホール (宮城県) - 5/3 ももちパレス (福岡県) - 5/8 大宮ソニックシティ 大ホール (埼玉県) - 9/11 メルパルクホール東京 (東京都) - 9/19 愛知県芸術劇場 大ホール (愛知県) - 9/25 COOL JAPAN PARK OSAKA WWホール (大阪府) *高野洸ソロでの初ツアー。 |
| 2022年 6月25日-7月24日                       | 高野洸 2nd Live Tour 『AT CITY』                   | ツアー | 6会場6公演 - 6/25仙台GIGS(宮城県) - 7/9キャナルシティ劇場(福岡県) - 7/10キャナルシティ劇場(福岡県) - 7/17オリックス劇場(大阪府) - 7/18日本特殊陶業市民会館 フォレストホール (愛知県) - 7/24東京ガーデンシアター(東京都) |
| 2023年10月13日-11月16日 2024年1月7日-1月８日 | 高野洸 5th Anniversary Live Tour「mile」-1st mile- | ツアー | 6会場9公演 - 10/13（金）Zepp Haneda(東京都) - 10/17（火）Zepp Nagoya(愛知県) - 10/19（木）Zepp Namba(大阪府) - 10/20（金）Zepp Namba(大阪府) - 11/5（日）仙台GIGS (宮城県) - 11/8（水）Zepp Fukuoka(福岡県) - 11/9（木）Zepp Fukuoka(福岡県) - 11/15（水）KT Zepp Yokohama(神奈川県) - 11/16（木）KT Zepp Yokohama(神奈川県) 追加公演（1会場2公演） 2024/1/7（日）TOKYO DOME CITY HALL(東京都) 2024/1/8（月・祝）TOKYO DOME CITY HALL(東京都) |

### ミュージックカード
- 「zOne」[99]（2023年1月）

### DVD/Blu-ray
- 高野洸1 st DVD「１９→２０～nineteen to twenty～」（2017年）

- 「高野洸 Fan meeting 2018 」DVD/BD （2018年）

- 高野洸 1st Live tour 「Enter」DVD/BD[100]（2021年10月）

- 高野洸 2nd Live Tour 「AT CITY」DVD/BD[101]-ORICON 5位[102]（2022年11月）

### その他参加作品CD
- ミュージカル「刀剣乱舞」 -「BE IN SIGHT」[103](music video[104])-膝丸 役（2018年5月）

- ミュージカル「スタミュ」 -team柊/「Caribbean Groove」[105]-虎石和泉 役（2018年7月）

- ミュージカル「スタミュ」-「2ndシーズン-オリジナルソングアルバム」[106]-虎石和泉 役（2018年7月）

- ミュージカル「刀剣乱舞」-「 ～つはものどもがゆめのあと～」[107]-膝丸 役（2018年7月）

- 「オガッタ!?」-「OGA SONGｓ」[108]（2019年9月）

- Disney 声の王子様-「Disney 声の王子様 Voice Stars Dream Selection II」[109]/アニメイト特典CD[110]（2019年9月）

- ミュージカル「刀剣乱舞」-「髭切膝丸 双騎出陣2019 〜SOGA〜」[111]-膝丸 役（2020年3月）

- 「オガッタ!?」-「OGA SONGｓ Ⅱ」[112](*楽曲:時間旅行-作詞.作曲:高野洸[113])（2020年12月）

- ミュージカル「刀剣乱舞」-「静寂の闘志」刀剣男士 髭切膝丸[114](music video[115])-膝丸 役（2021年2月）

- 「Disney 声の王子様 Voice Stars Dream Live 2020 」特典CD[116]/アニメイト特典CD（2021年3月）

- ミュージカル「刀剣乱舞」-「刀剣男士 大編成 壽2021」[117]-膝丸 役（2021年7月）

- 舞台「ヒプノシスマイク-Division Rap Battle-」Rule the Stage -「King of Kings」(music video[118])-山田一郎 役（2021年11月）

- 舞台「ヒプノシスマイク-Division Rap Battle-」Rule the Stage -「Dirty Desire」(music video[119])-山田一郎 役（2021年12月）

- 「ACTORS☆LEAGUE 」-「ACTORS☆LEAGUE 2021」（2021年12月）

- 舞台「ヒプノシスマイク-Division Rap Battle-」Rule the Stage -「Turn up the Stage」[120]-山田一郎 役（2022年4月）
- 「オガッタ!?」-「OGA SONGｓ BEST」(作詞:高野洸.武子直輝.寺山武志)（2022年11月）

- 「ACTORS☆LEAGUE GAME 2022」-「Virtua Stepper 」[121](作詞:高野洸)（2022年12月）

- 廣野凌大BIMI-「Chess」-「Mayday」[122](作詞:BIMI.高野洸)（2022年12月）